# Verticordia acuticostata
Verticordia acuticostata är en musselart som beskrevs av Philippi 1884. Verticordia acuticostata ingår i släktet Verticordia och familjen Verticordiidae. Inga underarter finns listade i Catalogue of Life.